# Гідропіроліз
Гідропіроліз — це розкладання (піроліз) органічних сполук за високих температур у присутності води. Останнім часом вважається, що утворення викопного палива з високомолекулярних сполук під землею під високим тиском відбувається за участі води в умовах нижчої температури і ефективніше.

## Загальний опис
Гідропіроліз належить до термічного розкладання (термолізу), яке відбувається, коли органічні сполуки нагрівають до високих температур у присутності води. У багатьох процесах гідропіролізу в рідкій фазі використовується перегріта вода, тоді як для парового крекінгу використовується вода в газовій фазі. Паровий крекінг використовується в нафтовій промисловості для виробництва легших алкенів.
Гідропіроліз може бути важливим процесом у створенні викопного палива. Простий нагрів без води, безводний піроліз довгий час вважався природним під час катагенезу керогенів у викопне паливо. В останні десятиліття виявлено, що вода під тиском викликає ефективніше розщеплення керогенів за нижчих температур, ніж без нього. Співвідношення ізотопів вуглецю в природному газі також передбачає, що під час створення газу додався водень із води.

## Окремі приклади
Патент США 2177557 описує двостадійний процес, в якому суміш води, деревної тріски і гідроксиду кальцію на першій стадії нагрівається за температур у діапазоні від 220 до 360 °C (від 428 до 680 °F) під тиском «вищим, ніж у насиченої пари за використовуваної температури». Це виробляє «олії і спирти», які збираються. Потім матеріали на другій стадії піддають сухій перегонці, за якої утворюються «олії і кетони». Температури і тиски для цієї другої стадії не розкриваються.
Zhang et al. з університету Іллінойсу, повідомляють про процес гідролізного піролізу, за якого гній свиней перетворюється на нафту нагріванням гною свиней та води в присутності окису вуглецю в закритому контейнері. Вони повідомляють, що для перетворення свинячого гною на нафту потрібні температури не менше 275 °C, а температури вище приблизно 335 °C зменшують кількість видобутої нафти.